# Constantin al V-lea
Constantin al V-lea Copronimul (n. 718 d.Hr., Constantinopol, Imperiul Roman de Răsărit – d. 14 septembrie 775 d.Hr.) a fost împărat bizantin între 741 și 775 (cu întrerupere 741 - 743), fiul lui Leon III.
În august 720, a fost asociat la tron cu tatăl său, care l-a căsătorit cu Tzitzak (rebotezată Irina), fiica hanului kazar Bihar. În 741, când a ajuns la tron, a condus o campanie împotriva arabilor în Asia Mică, dar în timpul campaniei, Constantin a fost atacat de fratele său vitreg, Artabasdus. Constantin a fugit în Amorion, iar Artabasdus a devenit împărat. În 743, Constantin l-a înfrânt pe Artabasdus, iar trei luni mai târziu și pe fiul acestuia, Niketas.
Între 10 februarie și 8 august 754, Constantin a ținut un sinod iconoclast la Hieria, pe malul răsăritean al Bosforului lângă Calcedon. Constantin avea nevoie ca programul său iconoclast să fie aprobat de un sinod și nu de o adunare imperială, cum procedase Leon al III-lea. În vederea pregătirii sinodului, împăratul a alcătuit personal 13 lucrări teologice, dar dintre ele ne-au rămas numai două și acestea sub forma unor fragmente. La sinod au participat 338 de episcopi, un număr record, și s-a hotărât ca el să fie considerat ecumenic. Ultima ședință, la care a fost prezent și împăratul, a avut loc în palatul Vlaherne din Constantinopol. Documentele privind desfășurarea lucrărilor au fost distruse în perioada când s-a restabilit cultul icoanelor, dar s-au păstrat concluziile dogmatice sintetizate într-un horos (definiție dogmatică), combătute mai târziu la Sinodul al VII-lea Ecumenic din 787. Multe icoane au fost distruse și mulți preoți executați. O răscoală a preoților (766) a fost înfrântă, rezultând cu mulți exilați și orbiți.
În 746, profitând de instabilitatea din Califat, Constantin a invadat Siria. În 747, flota bizantină i-a înfrânt pe arabii din Cipru. În 752, Constantin a condus o nouă campanie împotriva Califatului Abbasid; această campanie a fost câștigată de arabi, dar bizantinii au fost în avantaj.
În 754, Constantin a început războiul cu bulgarii. Bizantinii, după ce au obținut o serie de victorii, au ocupat unele teritorii bulgărești. În 775, Constantin a hotărât să reînceapă războiul, dar a murit în timpul pregătirilor (14 septembrie 775).
Cu prima sa soție, Tzitzak (Irina de Khazaria), Constantin al V-lea a avut un fiu: Leon al IV-lea, împărat 775 - 780
Cu a doua soție, Maria, Constantin al V-lea nu a avut copii.
Cu a treia soție, Eudokia Melissene, Constantin al V-lea a avut șase copii:
- Christofor, Caesar
- Nikephoros (Nicefor), Caesar
- Niketas
- Eudokimos
- Anthimos
- Anthousa

## Legături externe
Materiale media legate de Constantin al V-lea la Wikimedia Commons